# Trulben
Trulben (im örtlichen Dialekt Trulwe) ist eine Ortsgemeinde im Landkreis Südwestpfalz in Rheinland-Pfalz. Sie gehört der Verbandsgemeinde Pirmasens-Land an.

## Geographie

### Lage
Trulben liegt in einem weiten felsgesäumten Talkessel südöstlich von Kröppen im Zweibrücker Hügelland, das im östlichen Teil der Gemarkung in den Pfälzerwald übergeht  und ist zentraler Ort der Hackmesserseite. Östlich Richtung Pirmasens liegt der Ortsteil Hochstellerhof auf 430 m ü. NHN. Nachbargemeinden sind – im Uhrzeigersinn – Vinningen, Obersimten, Lemberg, Eppenbrunn, Hilst und Kröppen.

### Gliederung
Ortsteile von Trulben sind neben den Dörfern Trulben und Hochstellerhof die Weiler Felsenbrunnerhof, Imsbacherhof und Trulbermühle; weiterhin zählt der Wohnplatz Winterbrunnerhof zur Gemeinde. Bevor Imsbach zu einem Hof herabgesunken war, besaß es eine eigene Gemarkung.

### Gewässer
Am nordöstlichen Ortsrand entspringt die Trualbe, die sich in Trulben mit zwei Nebenbächen vereinigt. Im Süden der Gemeindegemarkung nimmt sie von links den Eppenbrunner Bach auf.

## Geschichte

### Mittelalter
Trulben wurde 1307 als Druhalben erwähnt, der Weiler Imsbacherhof 1404 als Ymesbach. Beide lagen im Amt Lemberg der Grafschaft Zweibrücken-Bitsch und dort in der Amtsschultheißerei Lemberg.

### Frühe Neuzeit
1570 verstarb Graf Jakob von Zweibrücken-Bitsch (1510–1570) als letztes männliches Mitglied seiner Familie. Das Amt Lemberg erbte seine Tochter, Ludovica Margaretha von Zweibrücken-Bitsch, die mit dem (Erb-)Grafen Philipp (V.) von Hanau-Lichtenberg verheiratet war. Ihr Schwiegervater, Graf Philipp IV. von Hanau-Lichtenberg, gab durch die sofortige Einführung des lutherischen Bekenntnisses dem streng römisch-katholischen Herzog Karl III. von Lothringen Gelegenheit, militärisch zu intervenieren, da dieser die Lehnshoheit über die ebenfalls zum Erbe gehörende Herrschaft Bitsch besaß. Im Juli 1572 besetzten lothringische Truppen die Grafschaft. Da Philipp IV. der lothringischen Übermacht nicht gewachsen war, wählte er den Rechtsweg. Beim anschließenden Prozess vor dem Reichskammergericht konnte sich Lothringen hinsichtlich der Herrschaft Bitsch durchsetzen, das Amt Lemberg dagegen – und somit auch Trulben – wurde der Grafschaft Hanau-Lichtenberg zugesprochen. Der Vertrag, der den Streit beendete, enthielt auch einen Passus, der den Katholiken eine freie Glaubensausübung in Trulben garantierte.
1736 starb mit Graf Johann Reinhard III. der letzte männliche Vertreter des Hauses Hanau. Aufgrund der Ehe seiner einzigen Tochter, Charlotte (1700–1726), mit dem Erbprinzen Ludwig (VIII.) (1691–1768) von Hessen-Darmstadt fiel die Grafschaft Hanau-Lichtenberg nach dort. Hochstellerhof entstand 1745.

### Neuzeit
Im Zuge der Französischen Revolution fiel der linksrheinische Teil der Grafschaft Hanau-Lichtenberg – und damit auch das Amt Lemberg und Trulben – 1794 an Frankreich. Nach dem Ende der napoleonischen Herrschaft kam Trulben zum bayerischen Rheinkreis.
Von 1818 bis 1862 gehörte der Ort dem Landkommissariat Pirmasens an; aus diesem ging das Bezirksamt Pirmasens hervor. 1939 wurde Trulben Landkreis Pirmasens (ab 1997 Landkreis Südwestpfalz) eingegliedert. Nach dem Zweiten Weltkrieg wurde die Gemeinde innerhalb der französischen Besatzungszone Teil des damals neu gebildeten Landes Rheinland-Pfalz. Im Zuge der ersten rheinland-pfälzischen Verwaltungsreform wurde die Gemeinde 1972 der neugeschaffenen Verbandsgemeinde Pirmasens-Land zugeordnet.

## Politik

### Gemeinderat
Der Gemeinderat in Trulben besteht aus 16 Ratsmitgliedern, die bei der Kommunalwahl am 9. Juni 2024 in einer personalisierten Verhältniswahl gewählt wurden, und dem ehrenamtlichen Ortsbürgermeister als Vorsitzendem.
Die Sitzverteilung im Gemeinderat:
| Wahl | SPD | CDU | FWG | Gesamt   |
| ---- | --- | --- | --- | -------- |
| 2024 | 6   | 6   | 4   | 16 Sitze |
| 2019 | 6   | 6   | 4   | 16 Sitze |
| 2014 | –   | 10  | 6   | 16 Sitze |
| 2009 | 4   | 8   | 4   | 16 Sitze |
| 2004 | 5   | 7   | 4   | 16 Sitze |

- FWG = Freie Wählergemeinschaft Hochstellerhof e. V.

### Bürgermeister
Harald Hatzfeld (SPD) wurde am 27. Juni 2019 Ortsbürgermeister von Trulben. Bei der Direktwahl am 26. Mai 2019 konnte er sich mit einem Stimmenanteil von 51,90 % gegen seinen Vorgänger Jürgen Noll (CDU) durchsetzen, der das Amt fünf Jahre ausgeübt hatte. Bei der Direktwahl am 9. Juni 2024 wurde Harald Hatzfeld als einziger Bewerber mit 74,5 % für weitere fünf Jahre wiedergewählt.

### Wappen
| Wappen von Trulben | Blasonierung: „In Gold mit linker roter Flanke, darin ein goldener Abtstab, oben drei rote Sparren, unten drei blaue Wellenbalken.“ |
| Wappen von Trulben | Wappenbegründung: Die Sparren stammen aus dem Wappen von Hanau-Lichtenberg. Die Flagge ist Rot-Gelb.                                |

### Partnerschaften
Seit 1965 hat Trulben eine inoffizielle Partnerschaft mit der belgischen Stadt Roeselare.

## Kultur

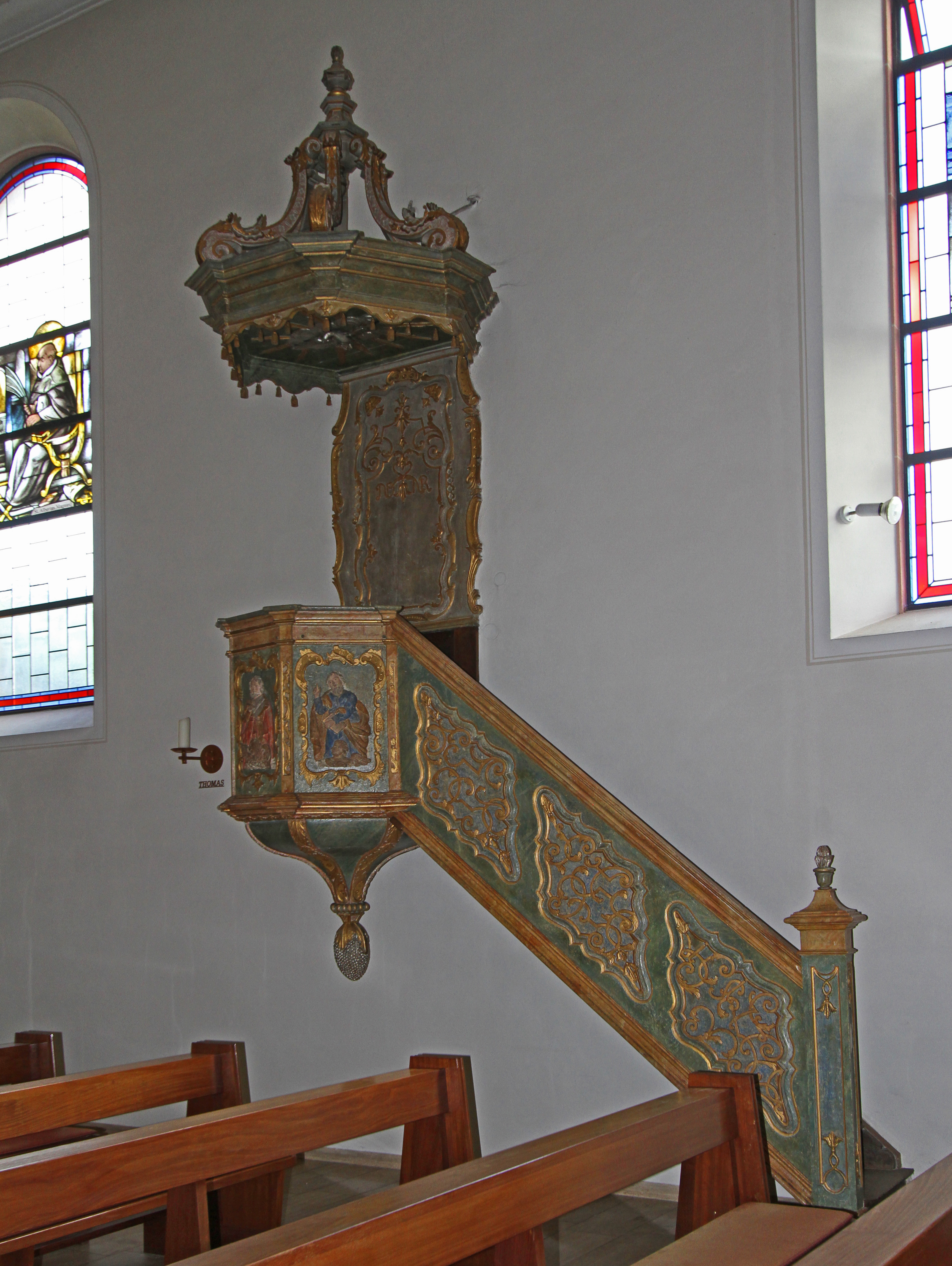
Kanzel in St. Stephan

### Bauwerke
Kulturdenkmäler
Vor Ort existieren insgesamt fünf Objekte, die unter Denkmalschutz stehen, darunter katholische Kirche St. Stephan. Diese birgt eine Kanzel aus der Abtei Sturzelbronn, die früher Rechte in Trulben innehatte.
sonstige Bauwerke
Der Felsenbrunnerhof ist ein ansehnliches Gehöft von 1788.

### Natur
Mit den steilen Felswänden hinter den Häusern bietet Trulben eine malerische Kulisse.

## Wirtschaft und Infrastruktur

### Verkehr

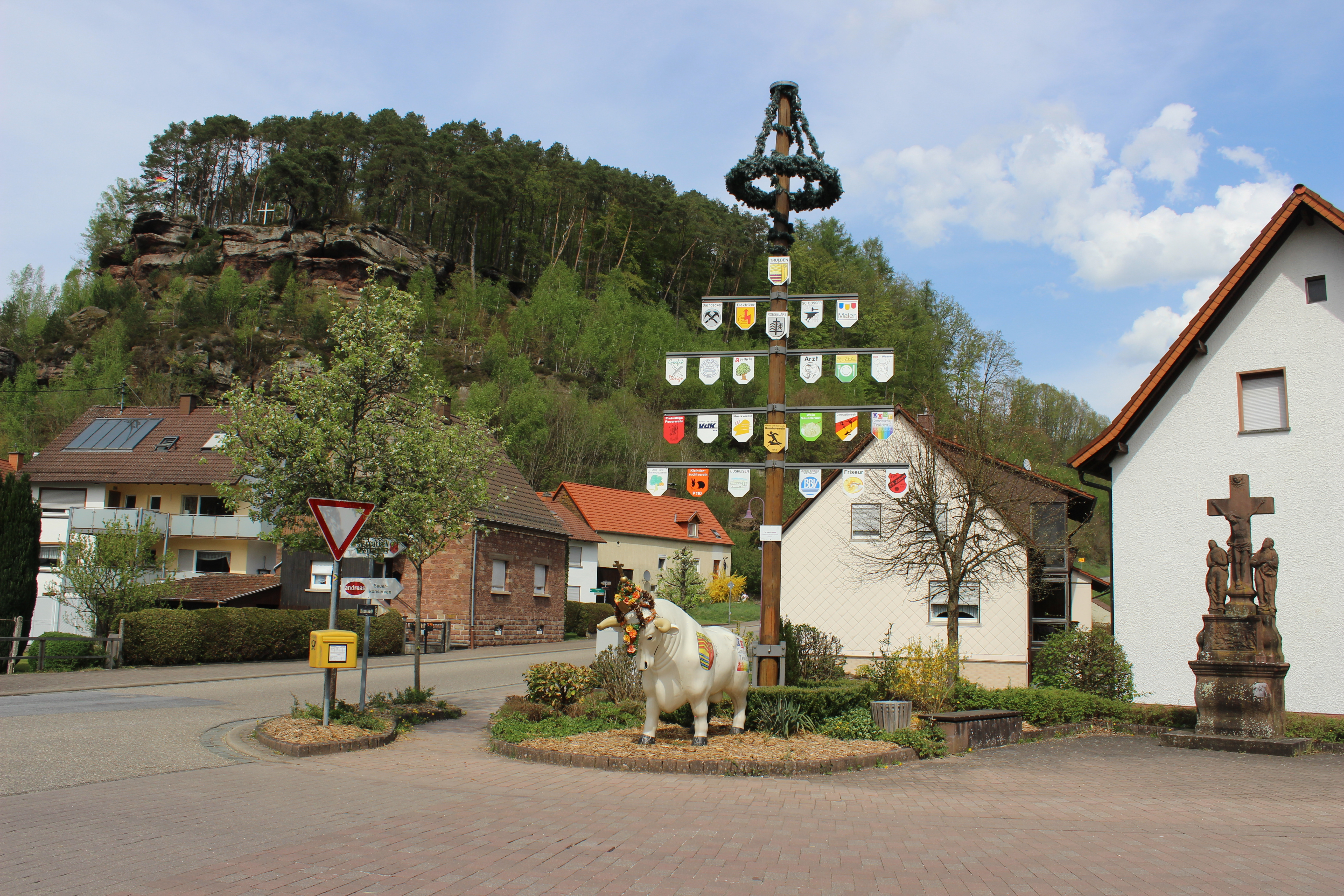
Ortseingang von Trulben mit Krappenfelsen, Zunftbaum und Kreuzigungsgruppe

Durch Trulben verläuft die Landesstraße 478. Von dieser zweigen die Kreisstraße 1 nach Schweix sowie die Kreisstraße 4 nach Kröppen ab. Durch den Ortsteil Hochstellerhof verläuft zudem die Kreisstraße 6.

### Tourismus
Durch die Gemarkung von Trulben führt der von Hornbach nach Bundenthal verlaufende Hornbach-Fleckenstein-Radweg. Trulben liegt außerdem an der Deutschen Schuhstraße. Über das Gemeindegebiet führt die Südroute des pfälzischen Abschnitts des historischen Jakobsweges. Zu den sogenannten Saar-Rhein Wanderwegen zählt die mit einem grünen Balken markierte Route von Niederauerbach bis zum Bienwald, die die durch den südlichen Teil der Gemeindegemarkung verläuft. Durch die bewaldeten Täler rund um den Ort verlaufen mehrere Rundwanderwege.

## Persönlichkeiten

### Ehrenbürger
- Hans Bernzott († 2007), Ortsbürgermeister von 1969 bis 1989, wurde für seine Verdienste um die Gemeinde zum Ehrenbürger ernannt.[12][13]

### Personen, die vor Ort gewirkt haben
- Bernd Ernst (* 1969), Schriftsteller, wuchs vor Ort auf